# Trnovo (Martin)
Trnovo es un municipio del distrito de Martin en la región de Žilina, Eslovaquia, con una población estimada a final del año 2024 de 269 habitantes.
Se encuentra ubicado al oeste de la región, cerca del curso alto del río Váh (cuenca hidrográfica del Danubio) y del parque nacional de Veľká Fatra.

## Demografía
| Año        | 1994 | 2004     | 2014     | 2024    |
| ---------- | ---- | -------- | -------- | ------- |
| Población  | 197  | 217      | 261      | 269     |
| Diferencia |      | +10,15 % | +20,27 % | +3,06 % |

| Año        | 2023 | 2024    |
| ---------- | ---- | ------- |
| Población  | 270  | 269     |
| Diferencia |      | −0,37 % |